# Пештеана де Жос (Горж)
Пештеана де Жос (рум. Peșteana de Jos) насеље је у Румунији у округу Горж у општини Фаркашешти. Oпштина се налази на надморској висини од 154 m.

## Становништво
Према подацима из 2002. године у насељу је живело 1239 становника, од којих су сви румунске националности.